# Баки и деки/Мами и тати
Баки и деки/Мами и тати је прва сингл-плоча (винил) Снежане Ђуришић. Објављена је за Дискос 1969. године.

## Песме
| Страна | Песма       | Аутор       |
| ------ | ----------- | ----------- |
| А      | Баки и деки | Душан Палић |
| Б      | Мами и тати | Душан Палић |